# Ernst Ludwig Rochholz
Ernst Ludwig Rochholz, född 4 mars 1809 i Ansbach, död 29 november 1892 i Aarau, var en tysk folklorist. 
Rochholz blev 1836 lärare vid kantonskolan i Aarau och 1866 konservator för kantonen Aargaus fornsakssamling. Han var en framstående forskare i Schweiz fornsägner och utgav bland annat Eidgenössische Liederchronik (1835), Schweizersagen aus dem Aargau (två band, 1856), Naturmythen; neue Schweizersagen (1862) och Tell und Gessler in Sage und Geschichte (1876).